# Metrostation CMBT

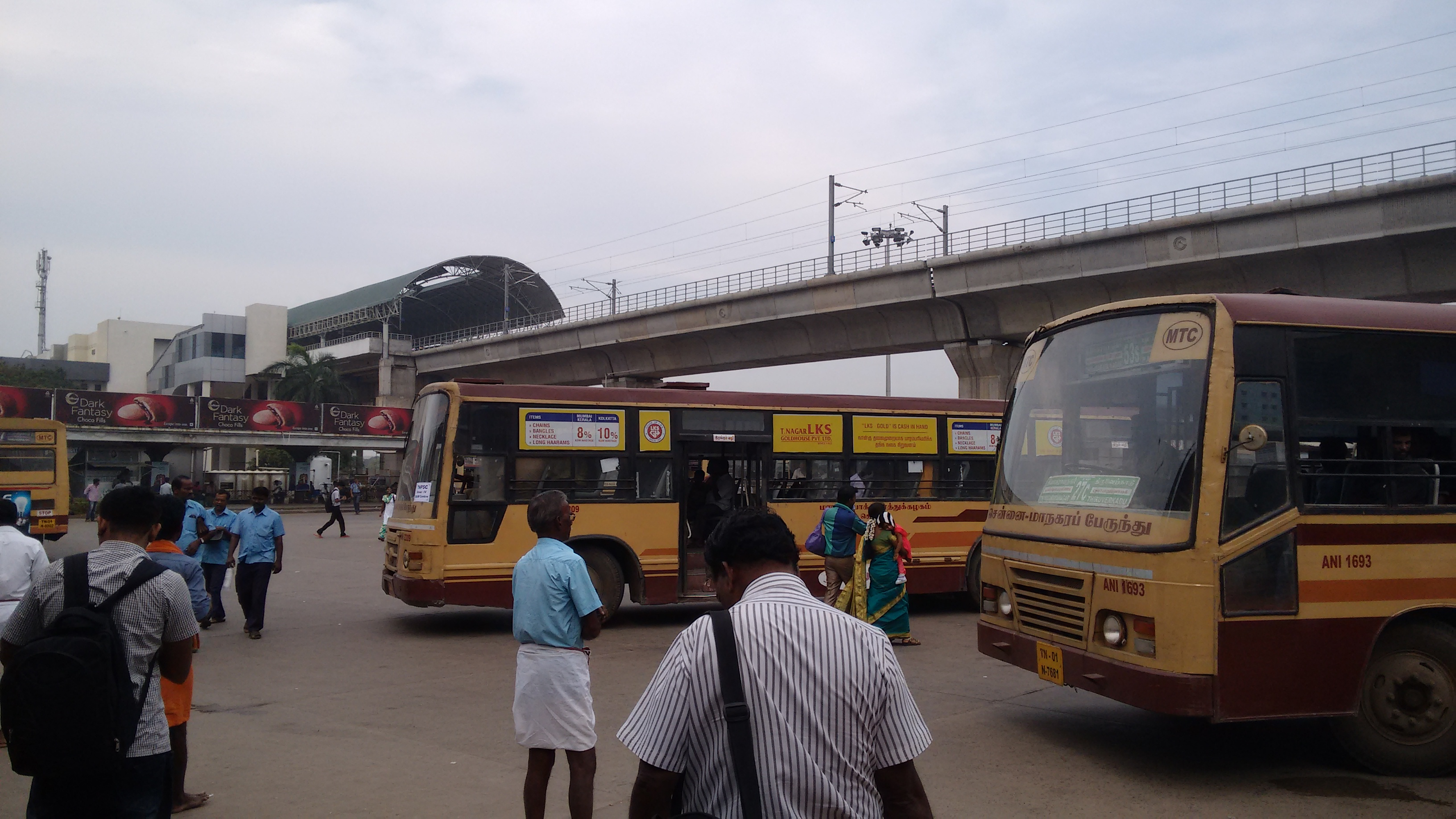
Im Bau befindliche Metrostation CMBT, vom Busbahnhof aus gesehen (Dezember 2014)

Die Metrostation CMBT (Tamil சென்னை புறநகர் பேருந்து நிலையம்) ist ein oberirdischer U-Bahnhof der Metro Chennai. Er wird von der Grünen Linie bedient.
Die Metrostation CMBT bedient den Busbahnhof Chennai Mofussil Bus Terminus (CMBT) und liegt im Stadtteil Koyambedu im Westen Chennais. Sie wurde am 29. Juni 2015 als Teil des ersten Streckenabschnitts der Grünen Linie eröffnet. Der stark frequentierte Busbahnhof CMBT ist Ausgangs- und Endpunkt aller in Chennai beginnenden und endenden Überlandbusverbindungen. Die als Hochbahnhof konzipierte Metrostation befindet sich in unmittelbarer Nähe des Busbahnhofs. Jedoch gab es nach der Eröffnung Beschwerden, dass die Station für Busfahrgäste schlecht zu erreichen und mangelhaft ausgeschildert sei.